# FitzAlan-Kapelle

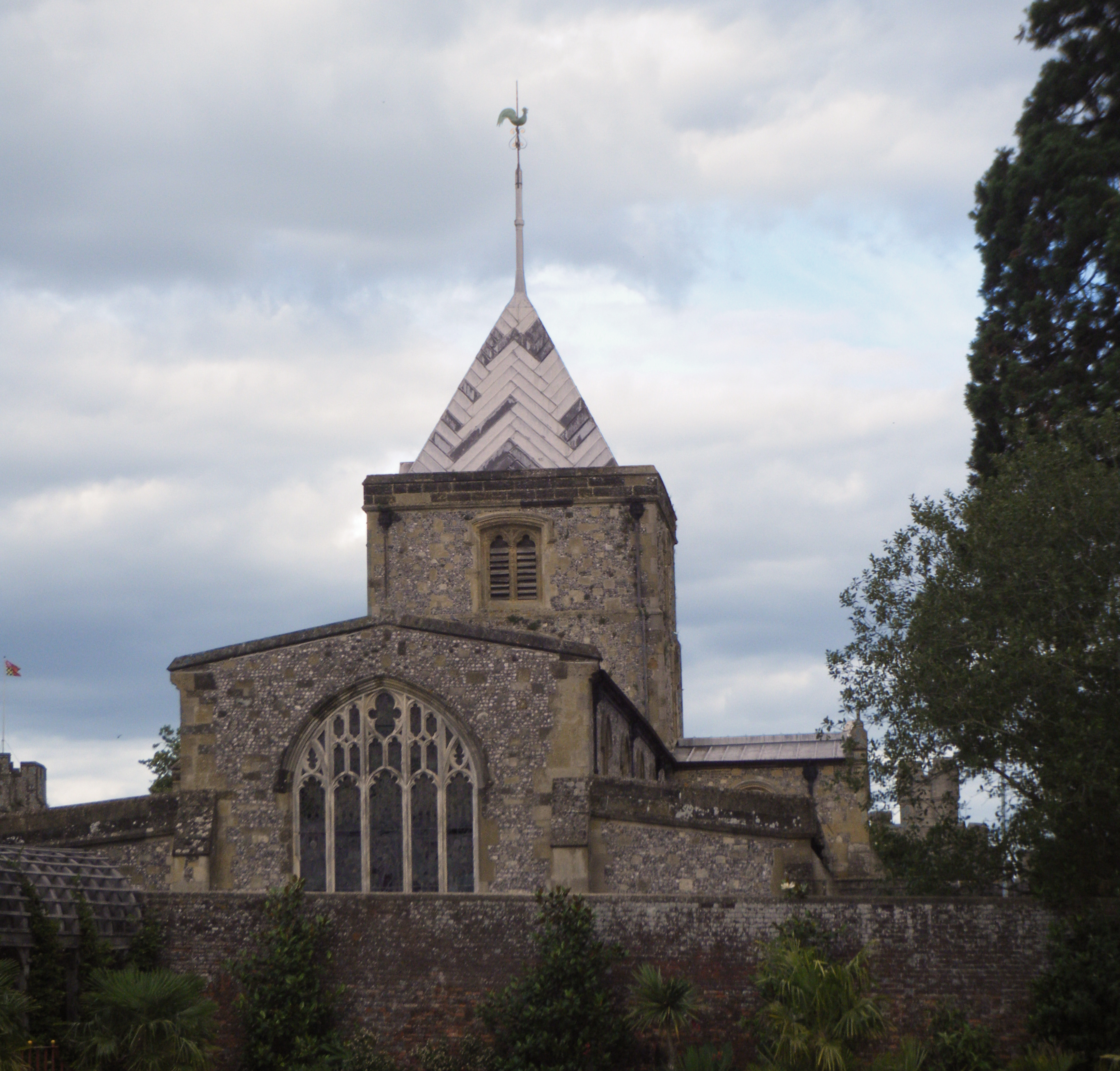
Ansicht der Kapelle vom Schlossgarten aus

Die FitzAlan-Kapelle liegt innerhalb von Arundel Castle. Das Gebäude ist eines der wenigen noch bestehenden Beispiele für einen Sakralbau, der zwei Anbetungsbereiche hat, einen anglikanischen und einen katholischen. Bei dem westlichen Teil handelt es sich um die anglikanische Kirche St. Nicolas. Die katholische Kapelle ist dagegen heute das private Mausoleum der Dukes von Norfolk.

## Geschichte
Die Kapelle wurde im Jahr 1390 von Richard FitzAlan, 4. Earl of Arundel gegründet. Sie befindet sich auf dem Gelände des Arundel Castles und wird als Grabstätte für die Herzöge von Norfolk genutzt. Sie ist ein Beispiel für die gotischen Architektur mit geschnitztem Chorgestühl und Holzdach. Sie enthält künstlerisch reich verzierte Steinsärge. Im Jahr 1879 wurde entschieden, dass die Kapelle katholisch bleiben und nicht der evangelischen Gemeinde angeschlossen werden sollte.